# Templo de Monterrey (México)
El Templo de Monterrey es uno de los templos construidos y operados por La Iglesia de Jesucristo de los Santos de los Últimos Días, el número 110 construido por la iglesia y el número 12 de México, ubicado en la colonia Valle Alto, en la ciudad de Monterrey, Nuevo León.
El templo de Monterrey se encuentra a 218,3 kilómetros (135,6 mi) del templo de McAllen sobre la frontera entre Estados Unidos y México del estado de Texas.

## Construcción
La Primera Presidencia de la iglesia SUD anunció en 1996 los planes de construir un templo en Monterrey. Para el momento de su anuncio, el templo de Monterrey se hubiera convertido en el segundo templo de México. Seguido el anuncio público, la iglesia en ese país buscó un terreno adecuado, el cual se vio producto de descontento por parte de los residentes de la región. La iglesia ganó una demanda que duró tres años, sin embargo, los oficiales de la iglesia en ese país decidieron reubicar el terreno del templo hacia la zona de Huajuco en Monterrey a lo largo de la carretera Nacional. La construcción del templo comenzó el 4 de noviembre de 2000.
El templo de Monterrey es uno de los templos de menores proporciones que tiene variaciones al diseño y planos de los templos de menores proporciones. El primero de tales templos fue el Templo de Monticello (Utah), construido en un pueblo de unos 2 mil habitantes ubicado en la esquina sudeste del estado de Utah. El templo de Monterrey tiene mayor superficie para incluir un segundo salón para las investiduras ceremoniales, ambos salones cuentan con dos salas para estadios progresivos de la ceremonia, la primera de las dos dotada de la película de la creación y la segunda sala dotada con el velo que separa al salón celestial. Con 1533 metros cuadrados (16 501,1 ft²) de construcción, es uno de los templos de mayor tamaño entre los templos mileniales de menores proporciones operados por la iglesia SUD a nivel mundial.

## Dedicación
El templo de Monterrey es usado por más de 90.000 miembros repartidos en 13 estacas afiliadas a la iglesia en Monterrey. La primera congregación SUD fue organizada en Monterrey en el año 1920, con 35 miembros. El crecimiento de la iglesia en Monterrey no fue acelerada: para 1962, cuarenta años después, había cuatro pequeñas congregaciones en la ciudad. Para el anuncio de la construcción del templo en 1996, había unos 30 mil miembros de la iglesia SUD.
El templo SUD de la ciudad de Monterrey fue dedicado para sus actividades eclesiásticas en cuatro sesiones, el 28 de abril de 2002, por Gordon B. Hinckley, el templo número 75 dedicado por el entonces presidente de la iglesia SUD. Anterior a ello, del 3 al 21 de abril de ese mismo año, la iglesia permitió un recorrido público de las instalaciones y del interior del templo al que asistieron más de 40.000 visitantes. Unos 12.600 miembros de la iglesia e invitados asistieron a la ceremonia de dedicación, que incluye una oración dedicatoria.
Al día siguiente de la dedicación del templo de Monterrey, Hinckley se reunión con el entonces presidente de México Vicente Fox a quien presentó programas de la iglesia para la ayuda de mexicanos SUD y no miembros, incluyendo el Fondo Perpetuo para la Educación.
Al templo, por su cercanía a las comunidades, también asisten miembros provenientes de Apodaca, Gómez Palacio, Matamoros, Monclova, Nuevo Laredo, Piedras Negras, Reynosa, Saltillo, Torreón, Tamaulipas, Valle Hermoso y otras comunidades del nordeste del país.

## Reapertura COVID-19
El Templo de Monterrey comenzó su fase inicial de reapertura posterior a los cierres causados por las restricciones durante la pandemia de COVID-19 en junio de 2020, volviendo a cerrar un mes después, siendo uno de los últimos templos en volver a abirir. Se le permitió a los recién reabiertos templos solo realizar ceremonias matrimoniales por personas vivas sin permitir otras ceremonias eclesiásticas, el bautismo por los muertos y otras obras vicarias. En abril de 2022 el templo de Monterrey reanudó sus actividades a favor de sus devotos sin restricciones donde las regulaciones del gobierno local lo permitaín. La iglesia permanece requiriendo citas previas para todas las ceremonias eclesiásticas del templo.